# Josef Netzer

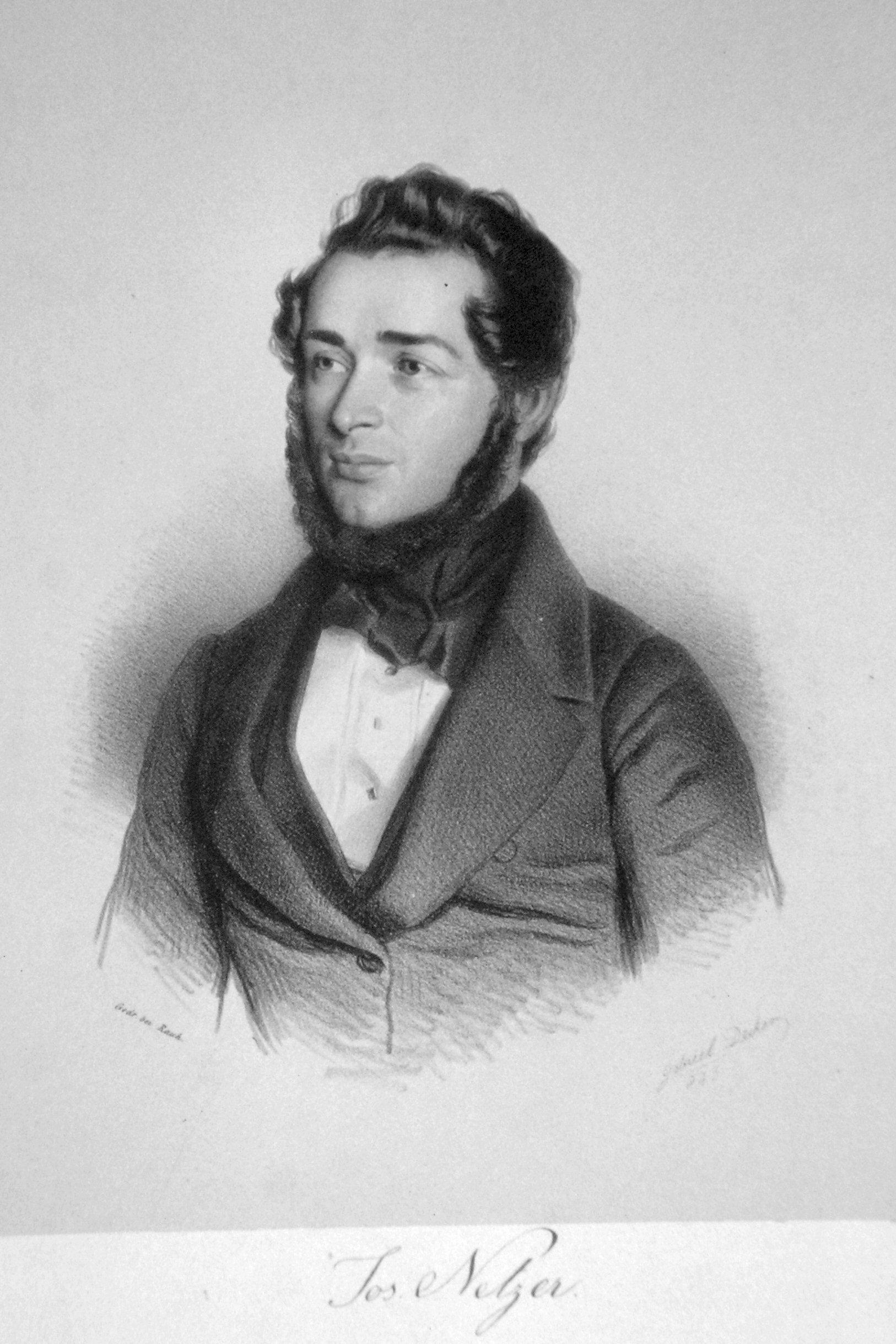
Josef Netzer, Lithographie von Gabriel Decker, 1843

Johann Josef Gabriel Netzer (* 18. März 1808 in Zams; † 28. Mai 1864 in Graz) war ein Komponist und Kapellmeister.
Netzer gehörte zu den arrivierten Künstlern Tirols, die überregional Karriere gemacht haben. Zusammen mit Johann Rufinatscha erregte er in Wien Aufsehen mit großen symphonischen Werken.

## Leben

### Tirol
Josef Netzer entstammt einer Musikerfamilie. Bereits sein Großvater Blasius Netzer (* 1725 in Pfunds, † 1785 in Bludenz) war ein versierter Organist und von seinen Zeitgenossen anerkannter Komponist, dessen musikalische Schöpfungen auch außerhalb seines Wirkungsbereichs handschriftlich kopiert und aufgeführt wurden. Seine erste Musikausbildung erhielt Josef von seinem Vater Christian Netzer (* 13. Juli 1775 in Tschengls, † 17. Juli 1830 in Zams), Schullehrer und Organist in Zams. Nach dem Wunsch seiner Eltern sollte er studieren und Geistlicher werden. Daher wurde er im Alter von 12 Jahren nach Innsbruck geschickt, um das dortige Gymnasium zu besuchen. Parallel dazu erhielt er Musikunterricht am Innsbrucker Musikverein (Klavierunterricht bei Pater Martin Goller), wo er schon bald selbst unterrichtete.

### Wien
Nach Beendigung des Gymnasiums 1827 fasste er den Entschluss, sich in Wien musikalisch weiterzubilden und das bereits Gelernte zu vervollkommnen. Er erhielt Unterricht bei Domkapellmeister Johann Gänsbacher und beim Musiktheoretiker Simon Sechter, dem späteren Lehrer Anton Bruckners. Seinen Lebensunterhalt verdiente er sich in seiner Studienzeit als gesuchter Klavierlehrer. Mit Franz Schubert war Josef Netzer eng befreundet und musizierte mit ihm. Am 25. Oktober 1838 debütierte Netzer in der Öffentlichkeit mit einem Konzert im Wiener Hoftheater, das ein derartiger Erfolg war, dass 14 Tage später ein zweites folgte, für das er seine 2. Symphonie in E-Dur komponierte. Der Wiener Musikverleger Anton Diabelli druckte daraufhin seine ersten Lieder „An die Laute“ (NWV 805), „An den Mond“ (NWV 806), „Mein Glück“ (NWV 845), „Hakons Lied“ (NWV 834) sowie „Schneebilder“ (NWV 852). Netzer wurde ausübendes Mitglied der Gesellschaft der Musikfreunde Wien und zum Mitglied des Komitees der Gesellschaftskonzerte sowie zum Leiter der Übungen des Konservatoriums bestellt. Netzers Bekanntheit wurde vor allem durch seine Oper Mara begründet, die 1841 am Wiener Hofoperntheater (der heutigen Wiener Staatsoper) vom Hofopernorchester (heute Wiener Philharmoniker) mit großem Erfolg uraufgeführt wurde.

### Kunstreise nach Deutschland und erste Engagements
Am 1. April 1842 trat Netzer mit einem Empfehlungsschreiben des österreichischen Kanzlers Fürst Metternich eine Kunstreise nach Deutschland an. Ziel der Reise war es, seine Oper Mara in deutschen Städten bekannt zu machen, im besten Falle diese aufführen zu können, und Kontakte zu knüpfen. Seine erste Station war Prag, wo „Mara“ 1843 mit Erfolg aufgeführt wurde, es folgten Dresden und Leipzig, wo er auch Bekanntschaft mit Felix Mendelssohn Bartholdy machte. In Berlin lernte er Meyerbeer kennen, der sich lobend über „Mara“ äußerte und durch dessen Vermittlung diese auch am königlichen Opernhaus Berlin aufgeführt wurde. Es folgten noch Aufenthalte in Hamburg, Hannover, Braunschweig und Kassel, wo Netzers Oper ebenfalls auf dem Spielplan stand. Ab August 1844 teilte Netzer sich mit Albert Lortzing eine Kapellmeisterstelle am Leipziger Stadttheater. Obwohl diese Anstellung aufgrund von Differenzen mit dem Oberregisseur des Hauses nur bis zum Ende des Jahres 1845 dauerte, war Netzers Engagement für das Theater ein großer Gewinn: der Tiroler besuchte viele deutsche Städte, unter anderem Köln, Bonn und Stuttgart, um die besten Sängerinnen und Sänger für das Leipziger Stadttheater zu gewinnen. Parallel zu seiner Kapellmeistertätigkeit dirigierte Netzer Konzerte des  Leipziger Musikvereins „Euterpe“, der ihn zum Ehrenmitglied ernannte. Ende 1845 übernahm Netzer die vakant gewordene Stelle eines Kapellmeisters am Theater an der Wien. Wie in Leipzig zuvor war diese Anstellung nur von kurzer Dauer, abermals wegen Problemen mit dem Intendanten, in diesem Fall Oberregisseur Franz Pokorny. Die Differenzen weiteten sich derart aus, dass es zu einem Rechtsstreit kam, der erst nach drei Jahren zu Gunsten Netzers entschieden wurde. Bemerkenswert ist in diesem Zusammenhang eine Anmerkung über Pokornys Führungsstil im „Biographischen Lexikon des Kaiserthums Österreich“: „Was sein Wirken als Theaterdirector anbelangt ...daß Pokornys unruhiger Geist von ansehnlichen Erfolgen unbefriedigt, stets nach anderen glänzenderen Zielen haschte und dadurch die gedeihliche Entwickelung des Ganzen störte.“ Die folgenden drei Jahre lebte Netzer freischaffend in Wien und arbeitete an neuen Kompositionen. Die in dieser Zeit entstandene Oper „Die Königin von Kastilien“ kam aufgrund des Librettos, das der Zensur zum Opfer fiel, nie zur Aufführung. 1849 übernahm Netzer eine Kapellmeisterstelle in Mainz und für wenige Monate auch das Amt des Theaterdirektors.

### Graz
Am 23. Februar 1853 wurde Netzer von Theaterdirektor Adolf Schwarz angeboten, die Kapellmeisterstelle am Ständischen Theater Graz zu übernehmen. Bereits einen Monat später trat der Tiroler die Stelle an und behielt diese bis zum Ende von Schwarz’ Intendanz (1861). Ebenso wurde er 1853 als Nachfolger von Georg Ott zum Kapellmeister des Musikvereins für Steiermark gewählt, wo er ab 1863 als Musikdirektor wirkte. 1854 dirigierte Netzer mit Tannhäuser die erste Aufführung einer Oper Richard Wagners in Österreich-Ungarn. Von der Saison 1854/55 bis zu seinem Tode leitete er als erster Chormeister den Grazer Männergesangsverein. Der Komponist war in Graz auch Gesangslehrer der später als „kroatische Nachtigall“ bekannten Sängerin Ilma von Murska. Josef Netzer verstarb 1864 nach kurzer Krankheit an den „schwarzen Blattern“, also einer Pockeninfektion, in Graz. Zu seinem Requiem am 21. Juni sang der Grazer Männergesangsverein in Zusammenarbeit mit dem Steiermärkischen Musikverein in der Kirche der barmherzigen Brüder Luigi Cherubinis „Requiem in d-Moll“.

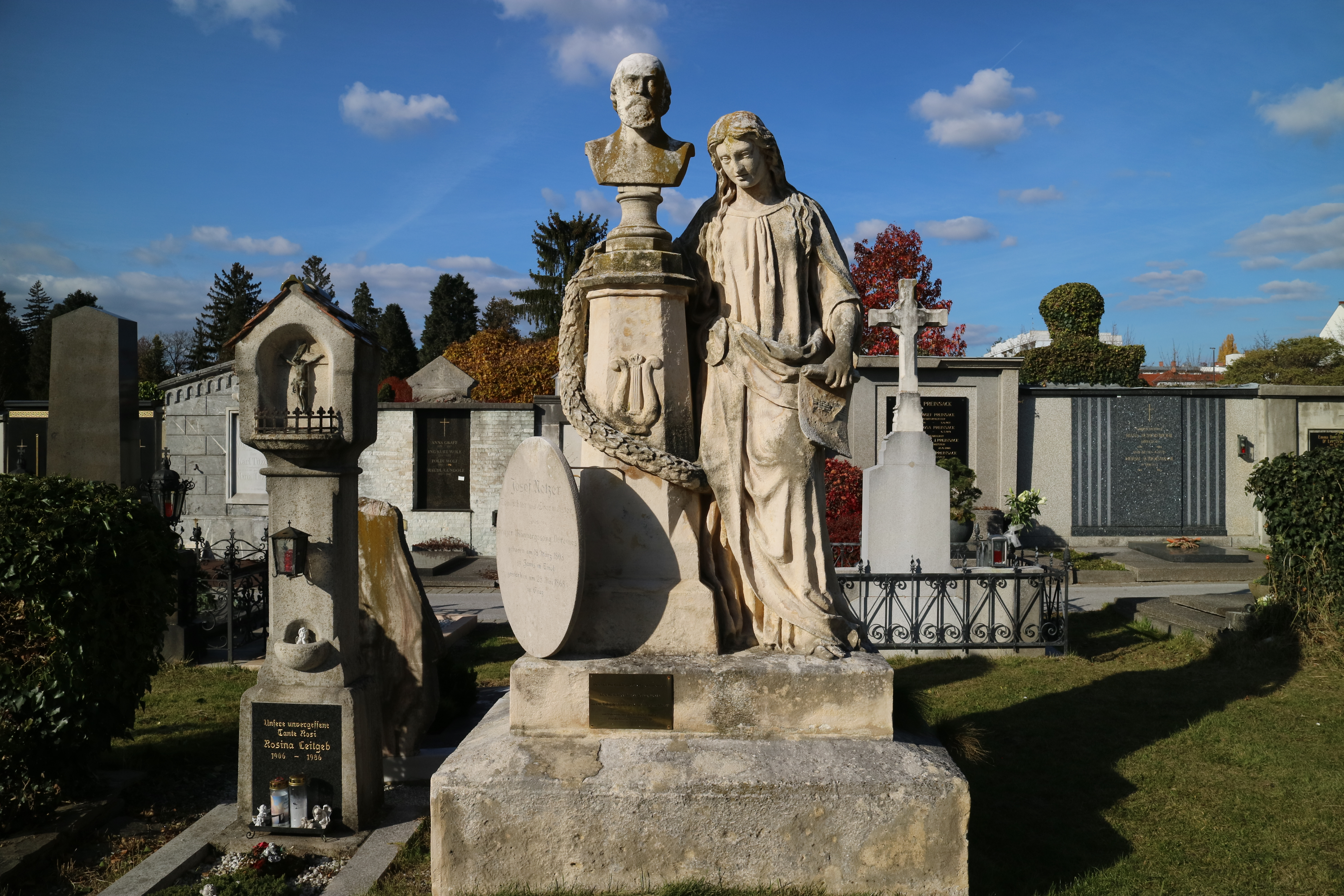
Grabdenkmal auf dem Stadtfriedhof St. Peter

Sein Nachlass wird im Tiroler Landesmuseum Ferdinandeum und im Stift Stams verwaltet. Im Jahr 2008, seinem 200. Geburtsjahr, wurde des Komponisten mit einigen Veranstaltungen gedacht.

## Werke

### Opern
- Die Belagerung von Gothenburg, ca. 1838, Libretto von E. Straube
- Die seltsame Hochzeit, 1839/40, Libretto nach Jean-Nicolas Bouilly und Eugène Scribe
- Mara, 1840, Libretto von Otto Prechtler
- Die Königin von Kastilien, 1840, Libretto von Otto Prechtler
- Die Eroberung von Granada, 1844, (nicht aufgeführt)
- Stella, die Tochter des Schmugglers, 1852, Libretto von August Schrader

### Symphonien
- Symphonie Nr. 1 in C-Dur, Wien 1837
- Symphonie Nr. 2 in E-Dur, Wien 1838
- Symphonie Nr. 3 in D-Dur, Wien 1845
- Symphonie Nr. 4 in Es-Dur, Leipzig ca. 1849

### Kammermusik
- Trio für Klavier, Violine und Violoncello in E-Dur, Wien 1838
- 4 Streichquartette

### Solokonzerte
- Adagio und Rondo für Klarinette und Orchester, Graz 1854

### Lieder
- Gesangsszene Die Lore-Ley, Op.13
- Der Haideritt
- Ringerl und Röserl
- Beim Scheiden
- insgesamt umfasst Netzers Schaffen mehr als 100 Lieder